# 小郡萩道路
小郡萩道路（おごおりはぎどうろ、英語: OGORI-HAGI ROAD）は、山口県山口市から山口県萩市へ至る地域高規格道路である。

## 概要
中国自動車道と山口県日本海側の北浦地域・萩都市圏を結ぶ。中国自動車道や山陰自動車道と連携することにより、山陽地方と山陰地方を結ぶ広域道路ネットワークの一翼を担う。経路には秋吉台・秋芳洞を含み、近隣地域の交流促進や地域活性化が期待される路線でもある。
山口県美祢市美東町から山口県萩市の延長約 28 kmが実質的な区間であり、残る山口市小郡から美祢市美東町は中国自動車道と重複する。
一般国道（国道490号）の自動車専用道路で構成される。小型特殊自動車の通行は不可である。 

### 路線名・道路名
供用中・事業中路線の道路名に区分すると以下のようになる。
計画区間・事業区間のインターチェンジ名については仮称である。当面の間、一般道路を活用する「現道活用区間」を含めて記述する。
| 路線名     | 路線番号 | 道路名    | 道路名       | 区間               | 備考                                   |
| ---------- | -------- | --------- | ------------ | ------------------ | -------------------------------------- |
| 小郡萩道路 | -        | 国道490号 | 美東大田道路 | 美祢東JCT - 大田IC |                                        |
| 小郡萩道路 | -        | 国道490号 | 大田絵堂道路 | 大田IC - 絵堂IC    |                                        |
| 小郡萩道路 | -        | 国道490号 | 絵堂萩道路   | 絵堂IC - 明木IC    | 事業中                                 |
| 小郡萩道路 | -        | 国道490号 | 絵堂萩道路   | 明木IC - 萩IC付近  | 当面現道活用区間 （国道262号・萩道路） |

## 各区間の概要
以下、小郡萩道路の各区間について述べる。
美東大田道路
- 起点 : 山口県美祢市美東町真名（美祢東JCT）
- 終点 : 山口県美祢市美東町大田（大田IC）
- 延長 : 5.9 km
- 全線開通日 : 2011年5月28日

おいでませ! 山口国体前の開通を目指して整備が進められた。
大田絵堂道路
- 起点 : 山口県美祢市美東町大田（大田IC）
- 終点 : 山口県美祢市美東町絵堂（絵堂IC）
- 延長 : 7.0 km
- 全線開通日 : 2011年5月28日

おいでませ! 山口国体前の開通を目指して整備が進められた。この区間の旧道は幅員が狭く急カーブが多く、大型車同士の離合が難しい事から小郡萩道路でも最優先整備区間とされた。
絵堂萩道路
- 起点 : 山口県美祢市美東町絵堂（絵堂IC）
- 終点 : 山口県萩市椿（萩IC付近）
- 延長 : 15.0 km（自専道区間 : 約9 km、一般道区間 : 約6 km）

2014年（平成26年）度より事業着手された。事業者である山口県のホームページによれば2028年度（令和10年度）の事業完了を目標とされている。
絵堂IC - 明木IC間の約9 kmについてはバイパス道路を新設、明木IC - 萩間の約6 kmについては既存の国道262号と萩道路の現道を活用する。なお、山陰自動車道の萩IC付近が終点となっているが、山陰自動車道と直接接続されるかは未定。

## インターチェンジなど
- IC番号欄の背景色が■である部分については道路が開通済みの区間を示している。また、施設名欄の背景色が■である部分は施設が供用開始されていない、または完成していない事を示す。なお、未開通区間の名称は仮称である。
- 路線名の特記がないものは市町道。
- 略字は、ICはインターチェンジ、JCTはジャンクション、TBは本線料金所をそれぞれ示す。

| IC 番号                               | 施設名       | 接続路線名                                           | 起点から (km) | 備考                  | 所在地 |
| ------------------------------------- | ------------ | ---------------------------------------------------- | ------------- | --------------------- | ------ |
| 34-2                                  | 美祢東JCT    | E2A 中国自動車道                                     | 0.0           |                       | 美祢市 |
| -                                     | 美祢東TB     | -                                                    | 0.3           |                       | 美祢市 |
| -                                     | 十文字IC     | 国道490号 県道30号小野田美東線                       | 0.6           |                       | 美祢市 |
| -                                     | 秋吉台IC     | 国道435号                                            | 2.9           | 美祢東方面出入口のみ  | 美祢市 |
| -                                     | 大田IC       | 県道28号小郡三隅線 県道30号小野田美東線              | 5.9           |                       | 美祢市 |
| -                                     | 絵堂IC       | 国道490号 県道28号小郡三隅線 県道333号奥秋吉台公園線 | 12.9          |                       | 美祢市 |
|                                       | 絵堂北IC     |                                                      |               | 事業中 （絵堂萩道路） | 美祢市 |
|                                       | 明木IC       |                                                      |               | 事業中 （絵堂萩道路） | 萩市   |
| 当面現道活用区間（国道262号・萩道路） |              |                                                      |               |                       | 萩市   |
|                                       | （萩IC付近） | E9 山陰自動車道                                      |               |                       | 萩市   |

## 歴史
- 1994年（平成6年）12月16日 : 地域高規格道路の計画路線に指定される。
- 1995年（平成9年）: 大田絵堂道路が事業化[2]。
- 1997年（平成11年）: 美東大田道路が事業化[2]。
- 2010年（平成22年）3月20日 : 美祢東JCT - 十文字IC間が開通[6][7]。
- 2011年（平成23年）
  - 1月29日 : 十文字IC - 秋吉台IC間が開通[7]。
  - 5月28日 : 秋吉台IC - 絵堂IC間が開通[3][7]。
- 2014年（平成26年）: 絵堂萩道路が事業化[4][8][9]。

### 開通予定年度
- 2028年度 : 絵堂IC - 萩IC付近[4]

## 路線状況

### 車線・最高速度
| 区間                                  | 車線 上下線=上り線+下り線 | 最高速度 | 備考 |
| ------------------------------------- | ------------------------- | -------- | ---- |
| 美祢東JCT - 絵堂IC                    | 2=1+1 （暫定2車線）       | 70 km/h  |      |
| （絵堂IC - 明木IC間未開通）           |                           |          |      |
| 当面現道活用区間（国道262号・萩道路） |                           |          |      |

### 道路規格
自動車専用道路区間
- 道路規格 : 第1種第3級
- 設計速度 : 80 km/h
- 暫定2車線（完成4車線）
  - 美祢東JCT - 絵堂IC[2]
- 完成2車線
  - 絵堂IC - 明木IC[5]

一般道路区間（現道活用区間）
- 車線幅員 : 3.25 m
- 車線数 : 2車線

### 休憩施設
休憩施設としてICの近隣に道の駅が設置されている。道の駅みとう がある。

## 地理

### 通過する自治体
- 山口県
  - 美祢市 - 萩市